# Jacob Guinsburg
Jacob Guinsburg (născut Ginsburg; în n. 20 septembrie 1921, Rîșcani, România – d. 21 octombrie 2018, São Paulo, São Paulo, Brazilia) a fost un evreu basarabean, critic de teatru, eseist și profesor brazilian. 
A fost unul dintre marii teoreticieni ai teatrului brazilian, este, de asemenea, traducător și editor a peste o sută de lucrări importante de estetică, teorie și istorie a artelor și teatrului, având numeroase articole publicate în Supliment literar al statului São Paulo. A fost cel mai important specialist în teatrul de limbile rusă și idiș din Brazilia.

## Biografie
S-a născut în târgul Rîșcani (acum oraș și centrul raional din Republica Moldova) din județul Bălți, România interbelică. A emigrat în Brazilia împreună cu părinții săi în 1924, la vârsta de trei ani, unde, ani mai târziu, s-a alăturat procesului intens al mișcării politice și intelectuale din țară, urmând îndeaproape renovarea teatrului brazilian. A scris în presa din São Paulo și Rio de Janeiro despre literatura braziliană, evreiască și internațională, devenind un colaborator constant al revistelor comunității evreiești cu articole în domeniul artelor, literaturii și chiar al criticii de teatru.
Printre lucrările sale se numără Stanislavski e o Teatro de Arte de Moscou („Stanislavski și Teatrul de artă din Moscova”), Aventuras de uma Língua Errante - Ensaio de Literatura e Teatro Ídiche („Aventurile unei limbi rătăcitoare - Eseu de literatură și teatrul idiș”), Leone De Sommi: Um Judeu no Teatro da Renascença Italiana („Leone De Sommi: Un evreu în Teatrul Renașterii italiene”), Guia Histórico da Literatura Hebraica („Ghidul istoric al literaturii ebraice”), Dicionário do Teatro Brasileiro („Dicționarul teatrului brazilian”), Diálogos Sobre Teatro, Stanislavski, Meierhold Cia & Ensaios de Teatro Russo („Dialogurile teatrale, Stanislavski, Meierhold Cia și Repetițiile teatrului rus”), Semiologia do Teatro („Semiologia teatrului”), Da Cena em Cena („De la scenă la scenă”) și numeroase eseuri despre estetica și istoria teatrului, traduceri și editare a diferitelor lucrări despre Diderot, Lessing, Buechner și Nietzsche. El este editorul lucrărilor complete ale lui Anatol Rosenfeld, un important critic de teatru și teoretician care a trăit în Brazilia după cel de-al doilea război mondial.
În calitate de editor, a activat la editurile Rampa, Perspectiva, Difusão Europeia do Livro, fondând ulterior actuala Perspectiva, dedicată ediției lucrărilor de avangardă. A urmat cursuri de filozofie la Sorbona între 1962 și 1963. 
Și-a început cariera intensă ca profesor de critică de teatru la Școala de Artă Dramatică din São Paulo în 1964, ulterior alăturându-se în 1967 la Școala de Comunicații și Arte de la Universitatea din São Paulo, ulterior obținând titlul de profesor emerit.
A murit la São Paulo pe 21 octombrie 2018, la vârsta de 97 de ani, în urma insuficienței renale.